# Wilhelm Hemprich
Wilhelm Friedrich Hemprich (Glatz (ma Kłodzko), 1796. június 24. – Massawa, Oszmán Birodalom, 1825. június 30.) német zoológus, természettudós és orvos. Zoológiai szakmunkákban nevének rövidítése: „Hemprich”.

## Élete
Wilhelm Hemprich a Szilézia Poroszországhoz tartozó részén található Glatz (ma Kłodzko) településen született. Breslauban és Berlinben orvosi tanulmányokat folytatott, eközben Berlinben jó barátságba került a természet kutatása iránt hozzá hasonlóan érdeklődő Christian Gottfried Ehrenberggel. A berlini egyetemen összehasonlító élettant hallgatott, itt írta első művét Grundriss der Naturgeschichte (Természettudományi Kompendium) címmel (1820). Szabad idejét a hüllők és kétéltűek tanulmányozásával töltötte az állattani múzeumban, Martin Hinrich Carl Lichtenstein mellett. 1820-ban a Leopoldina Német Természettudományos Akadémia tagjává választották.
1820-ban Hemprichet és Ehrenberget is meghívták, hogy vegyenek részt természetkutatóként egy főként archeológiai célzatú egyiptomi expedíción, melyet Heinrich Menu von Minutoli porosz tábornok vezetett. A két természetbúvár részvételét az expedióción a Berlini Akadémia támogatta. 1821 márciusában különváltak a társaság nagyobb részétől és felutaztak a Nílus folyása mentén Dongoláig, Núbia fővárosáig. A következő két évet azzal töltötték, hogy Egyiptom ezen részének élővilágát tanulmányozzák. 
1823-ban elhajóztak a Szuezi-öblön, a délnyugati parton a Sínai-félszigeten található El Tur településig, ahol kilenc hónapot töltöttek. Ez idő alatt felkeresték a Sínai-hegyet, és Ehrenberg lett a Vörös-tenger élővilágéát elsőként tanulmányozó természetbúvárok egyike is. 1824-ben Libanonba utaztak, Bejrút irányából felkeresve az ország belső területeit is, de augusztusban visszatértek Egyiptomba.
Novemberben ismét a Vörös-tenger partvidékén folytatták kutatásaikat, útjuk során egészen az eritreai Massawa kikötővárosig jutottak el, lévén, hogy szándékukban állt felkeresni az abesszin felföldet is. Hemprich azonban ezt nem érte meg, Massawában ugyanis tífuszban elhunyt, Ehrenberg az ottani szigetek egyikén (Toalul szigeten) temette el. Ezt követően ő is visszautazott Európába, és 1828-ban tanulmány jelentetett meg felfedezéseikről, Symbolae Physicae címen, melyet kettejük neve alatt jelentetett meg. Az expedíción általuk gyűjtött példányok – 3000 növényfaj összesen 46 000 példánya, valamint 34 000 állat, amelyek összesen 4000 fajhoz tartoztak – a berlini természettudományi múzeumba kerültek. A gyűjtemény számos, addig nem ismert faj példányait is tartalmazta.
Hemprich emlékét őrzi a mai ornitológiai nevezéktanban a füstös sirály (Larus hemprichii) és a Hemprich-tokó (Tockus hemprichii) tudományos neve, illetve egy borostyánkőből azonosított, fosszilis álskorpió-faj, a Pseudogarypus hemprichii elnevezése is. A Hemprich és Ehrenberg által közösen leírt állatfajok között szerepel a halvány geze, a szemsávos bozótkakukk, az arab leopárd és a szíriai barna medve; a magasabb rendű állatnevezéktani taxonok közül a Xerus (ürgemókus) állatnemzetség is.

## Fordítás
- Ez a szócikk részben vagy egészben  a   Wilhelm Hemprich című angol Wikipédia-szócikk fordításán alapul.  Az eredeti cikk szerkesztőit annak laptörténete sorolja fel. Ez a jelzés csupán a megfogalmazás eredetét és a szerzői jogokat jelzi, nem szolgál a cikkben szereplő információk forrásmegjelöléseként.